# Ибракаево
Ибракаево (баш. Ибраҡай) — деревня в Стерлибашевском районе Республики Башкортостан Российской Федерации. Входит в состав Стерлибашевского сельсовета.

## География

### Географическое положение
Расстояние до:
- районного центра (Стерлибашево): 8 км,
- центра сельсовета (Стерлибашево): 8 км,
- ближайшей ж/д станции (Стерлитамак): 53 км.

## История
Основана между 1834 и 1859 гг. башкирами Тельтим-Юрматынской волости Стерлитамакского уезда на собственных землях под названием Ибрагимово. В 1865 г. в Ибрагимове в 44 дворах проживало 280 человек. Занимались скотоводством, земледелием. Была мечеть. В 1906 г. зафиксирована также водяная мельница. С 30-х гг. XX века  — современное название.

## Население
| 1865 | 2002 | 2009 | 2010 |
| ---- | ---- | ---- | ---- |
| 280  | ↗430 | ↘329 | ↗404 |

Национальный состав
Согласно переписи 2002 года, преобладающая национальность — башкиры (99 %).

## Религия
В деревне есть мечеть.